# الیویه امبازیو
الیویه امبازیو (انگلیسی: Olivier Mbaizo؛ زادهٔ ۱۵ اوت ۱۹۹۷) بازیکن فوتبال اهل کامرون است.
از باشگاه‌هایی که در آن بازی کرده‌است می‌توان به فیلادلفیا یونیون اشاره کرد.
وی همچنین در تیم ملی فوتبال کامرون بازی کرده‌است.